# Dryczyn (przystanek kolejowy)
Dryczyn (biał. Дрычын; ros. Дричин) – przystanek kolejowy w pobliżu miejscowości Wiasiołaje 2, w rejonie puchowickim, w obwodzie mińskim, na Białorusi. Położony jest na linii Homel - Żłobin - Mińsk.
Przed II wojną światową istniała w tym miejscu mijanka Dryczyn (linia była wówczas jednotorowa), która wzięła nazwę od najbliżej położonej wsi Dryczyn (wieś Wiasiołaje 2 wówczas jeszcze nie istniała).